# サマーヴィル・カレッジ
サマーヴィル・カレッジ (Somerville College) は、イングランドにあるオックスフォード大学の構成カレッジの一つ。2つの女子大学のうちの1つであり、1878年にサマーヴィル・ホール (Somerville Hall) として設立された。その卒業生の中には、マーガレット・サッチャー、インディラ・ガンディー、ドロシー・ホジキン、アイリス・マードック、ヴェラ・ブリテン、ドロシー・L・セイヤーズがいる。1994年に男子の受け入れを始めた。サマーヴィル・カレッジ図書館は、オックスフォードで最大の大学図書館の1つである。カレッジのリベラルなトーンは、その年に開校した聖公会のレディ・マーガレット・ホールとは異なり、オックスフォードで最初の無宗派の女子大学として、社会自由主義者によって設立されたことに由来する。

## 歴史
1879年に女性が高等教育を受けられるように設立された。1994年までは女性だけのカレッジであったが現在は半数が男子学生となっている。
1878年に女性の高等教育を受けることを認める運動のなかで設立された学校の1つであり、名前はスコットランドの科学者メアリー・サマヴィルにちなんでいる。1878年にレディ・マーガレット・ホールが9人の学生で設立され、翌年12人の学生によってサマーヴィル・ホールで設立された。サマーヴィル・ホールは宗教などを問わずに学生を受け入れた。1894年にサマーヴィル・カレッジとなった。

## インド
サマーヴィル・カレッジは、オックスフォードとインドの関係において重要な役割を果たしている。

## サマーヴィルにゆかりのある人物

### 卒業生
サマーヴィルの卒業生には、元イギリス首相のマーガレット・サッチャー、元インド首相のインディラ・ガンディー、ノーベル化学賞受賞のドロシー・ホジキン、テレビタレントのエスター・ランジェンやスージー・デント、改革家のコーネリア・ソラブジ、作家のローズ・マコーリー、マージョリー・ボウルトン、A・S・バイアット、ヴェラ・ブリテン、スーザン・クーパー、ペネロピ・フィッツジェラルド、ウィニフレッド・ホルトビー、ニコール・クラウス、アイリス・マードックやドロシー・L・セイヤーズ、政治家のシャーリー・ウィリアムズ、マーガレット・ジェイやサム・ジーマー、王女のバンバ・サザーランドとその妹のキャサリン・ヒルダ・ドゥリープ・シン、生物学者のマリアン・ドーキンス、哲学者のG・E・M・アンスコム、パトリシア・チャーチランド、フィリッパ・フットやメアリー・ミッジリー、心理学者のアン・トリーズマン、考古学者のキャスリーン・ケニヨン、中世学者のアーシュラ・ドロンケ、女優のムーン・ムーン・セン、ソプラノのエマ・カークビー、銀行家のシュリティ・ヴァデラや多数の（女性の権利）活動家がいる。
サマーヴィルの卒業生は国内外およびオックスフォード大学の両方で、印象的な数の「初」を達成している。間違いなく、これらの中で最も顕著なものは、イギリス初の女性首相マーガレット・サッチャー、イギリス人女性初、そして唯一のノーベル化学賞受賞者ドロシー・ホジキン、1970年代の大半でインドの首相を務め、世界最大の民主主義国家であるインドを率いた最初の女性インディラ・ガンジーである。
サマーヴィルは、少なくとも28人のデイム、17人のオックスフォード・カレッジの学長、11人の一代貴族、10人の国会議員、4人のオリンピックボート競技選手、1945年以降のイギリスの偉大な作家50人 (The 50 greatest British writers since 1945) のうちの3人、2人の首相、2人のプリンセス、王妃そしてノーベル賞受賞者を教育してきた。
サマーヴィルの元学生は、もともと1888年に設立された同窓会グループであるサマーヴィル・アソシエーションに所属している。

### フェロー
サマーヴィル・カレッジの著名なフェロー（卒業生を除く）には、哲学者のG・E・M・アンスコム、生化学者のルイーズ・ジョンソン、古典考古学者のマルガレーテ・ビーバー、エジプト学者のケーテ・ボッセ＝グリフィス、西洋古典学者のエディス・ホールとロッテ・ラボウスキー、作家のアラン・ホリングハースト、天文学者のクリス・リントット、国際大学女性連盟創設者のローズ・シジウィック、植物学者のティモシー・ウォーカーと言語学者のアンナ・モーパーゴ・デイビーズがいる。

### 校長

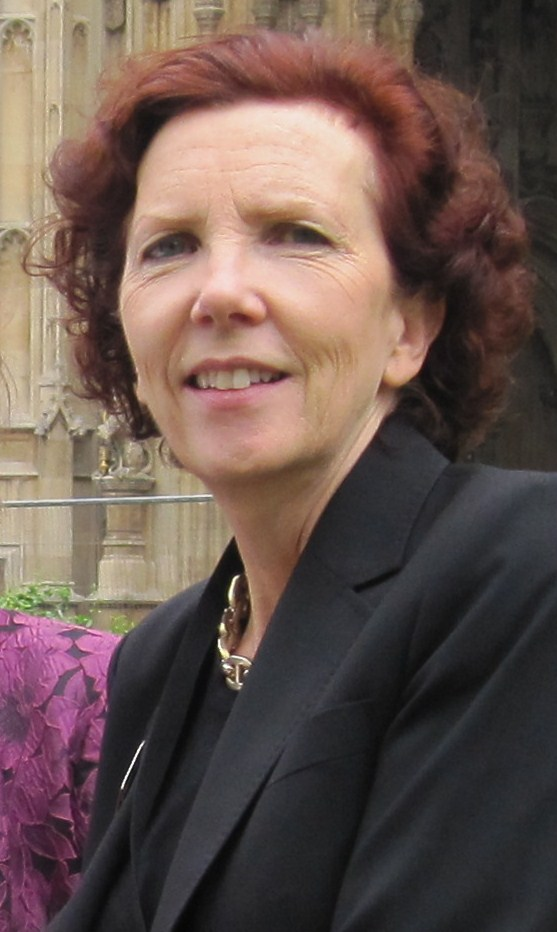
ブレスドン男爵夫人、現在の校長

サマーヴィル・ホールの最初の校長は、マドレーヌ・ショー・ルフェーブル（1879年–1889年）だった。